# Hunseby
Hunseby er en landsby på Lolland med 399 indbyggere  (2024). Hunseby er beliggende i Hunseby Sogn ved Sydmotorvejen tre kilometer nord for Maribo, syv kilometer øst for Nørreballe og otte kilometer vest for Sakskøbing. Landsbyen tilhører Lolland Kommune og er beliggende i Region Sjælland.
Hunseby Kirke ligger i landsbyen.